# Bata Shoes
Bata Shoes також відомий як Baťa (МФА: [ˈbaca] у Чеський Республіці та Словаччині) — багатонаціональний виробник взуття зі штаб-квартирою в Лозанні у Швейцарії. Це сімейний бізнес, який займається виробництвом взуття, модних аксесуарів та володіє мережею роздрібної торгівлі цими товарами.
Компанія організована з трьох бізнес-підрозділів: Bata, Bata Industrials та AW Lab. Компанія має роздрібну мережу з понад 5300 магазинів у більш ніж 70 країнах та виробничі об'єкти в 18 країнах.

## Походження та історія

### Заснування
Компанія T. & A. Baťa Shoe  була заснована 24 серпня 1894 в місті Зліні (Моравія, сьогодні Чехія). Засновниками були Томаш Батя, його брат Антонін та його сестра Анна. У компанії працювало 10 штатних працівників із фіксованим робочим графіком і регулярною щотижневою заробітною платою.

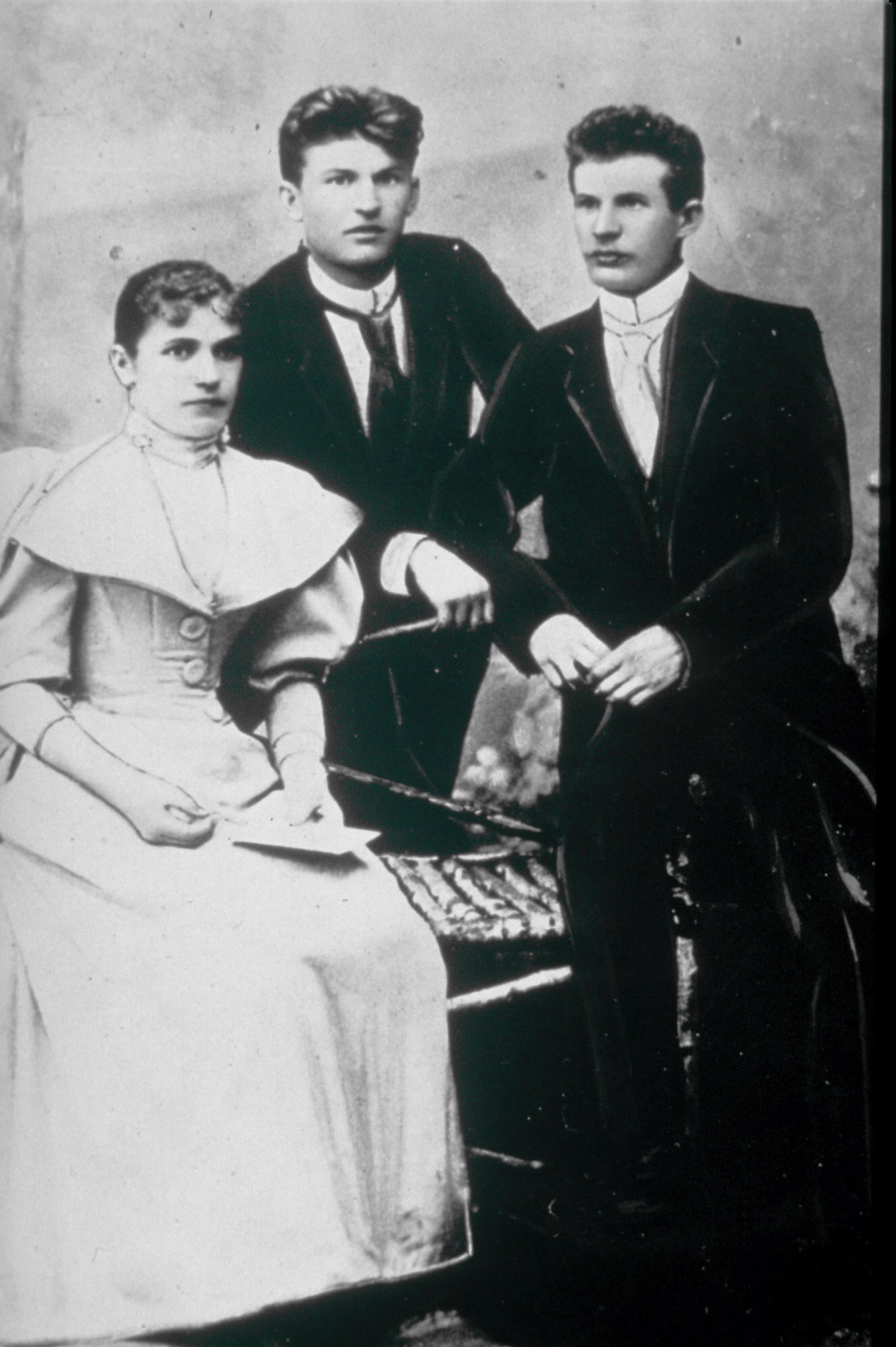
Анна, Томаш та Антонін Баті.

Влітку 1895 року Томаш зіткнувся з фінансовими труднощами. Щоб подолати ці невдачі, Томаш вирішив шити взуття з полотна замість шкіри. Цей вид взуття став дуже популярним і допоміг компанії збільшити кількість співробітників до 50. Через чотири роки Батя встановив свої перші парові машини, почавши період швидкої модернізації. В 1904 році Томаш прочитав статтю в газеті про машини, виготовлені в Америці. Взявши з собою трьох співробітників, він вирушив у Лінн, взуттєве місто за Бостоном, щоб вивчити та зрозуміти американську систему масового виробництва. Через півроку Томаш повертається до Зліна, щоб запровадити механізовані методи виробництва, які дозволили компанії T. & А. Bata Shoe стати одними з перших масових виробників взуття у Європі. Перший масовий продукт — «батьовки», був шкіряно-текстильним взуттям для трудящих, який був відомий своєю простотою, стилем, легкістю та доступною ціною. Цей успіх сприяв росту компанії. 
Після смерті Антоніна в 1908 році, Томаш залучив двох своїх молодших братів, Яна та Богуша, до сімейного бізнесу. Початковий експортний продаж і перші торгові агентства почалися в Німеччині в 1909 році, потім на Балканах та Близькому Сході. Батине взуття відзначалось відмінною якістю і було доступне в більшій кількості стилів, ніж раніше. До 1912 року в «Баті» працювало понад 600 штатних працівників, а також ще кілька сотень, які працювали у  своїх хатах у сусідніх поселеннях.

### Перша світова війна
У 1914 році, з початком першої світової війни, компанія зазнала значного розвитку завдяки військовим замовленням. З 1914 по 1918 рр. число співробітників фірми «Батя» збільшилося в десять разів. Компанія відкрила свої магазини в Зліні, Празі, Лібереці, Відні, Пльзені та в інших містах.
В умовах глобального економічного спаду, що відбувся після Першої світової війни, нещодавно створена країна Чехословаччина, особливо сильно постраждала. Зниження ціни на девальвацію валюти на 75 %, зниження попиту на товари, скорочення виробництва та рівень безробіття були весь час високими. Томаш Батя відреагував на кризу, знизивши ціну на взуття «Батя» вдвічі. Працівники компанії погодилися на тимчасове скорочення заробітної плати на 40 відсотків, та Батя, у свою чергу, забезпечував їх їжею, одягом та іншими потребами за півціни. Він також представив одну з перших ініціатив щодо розподілу прибутку, перетворивши всіх співробітників на партнерів із загальним інтересом до успіху компанії (сьогодні еквівалент стимулів та опціонів на основі акцій).

### Швець для світу
Споживча реакція на падіння цін була драматичною. Хоча більшість конкурентів були змушені закритися через кризу попиту між 1923 і 1925 роками, «Батя» розширювалася, оскільки попит на недороге взуття швидко зростав. Компанія «Bata Shoe» збільшила виробництво та найняла більше працівників. Злін став справжнім містечком, «Батявіллом», який охоплює кілька гектарів. На місці були згруповані шкіряні заводи, цегельний завод, хімічний завод, завод з механічного обладнання та ремонтний цех, майстерні з виробництва гуми, целюлозно-картонної фабрики (для виробництва упаковки), тканинної фабрики (для підкладок взуття і шкарпеток), взуттєвий завод, електростанція та сільськогосподарські угіддя, що забезпечували як харчові, так і енергентичні потреби. Здійснювалась горизонтальна та вертикальна інтеграція. Працівники фірми та їхні родичі мали в розпорядженні всі необхідні повсякденні побутові послуги: житло, магазини, школи, лікарні та ін.

### Іноземне зростання

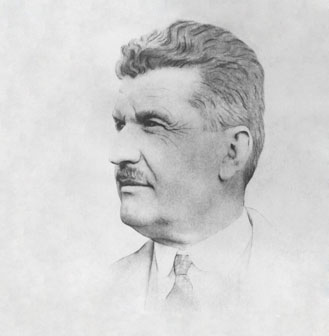
Томаш Батя

Батя також почав будувати міста та заводи за межами Чехословаччини — у Польщі, Латвії, Румунії, Швейцарії, Франції та диверсифікувати виробництво в інші галузі: дублення шкір (1915 р.), енергетику (1917 р.), сільське господарство (1917 р.), лісове господарство (1918 р.), видавництво газет (1918 р.), обробку деревини (1919 р.), гумову промисловість (1923 р.), будівництво (1927 р.), хімічне виробництво (1928 р.), виробництво шин (1930 р.), страхування (1930 р.), виробництво текстилю (1931 р.), автомобільний транспорт (1930 р.), морський транспорт (1932 р.) та видобуток вугілля (1932 р.), виробництво літаків (1934 р.), виробництво синтетичного волокна (1935 р.) та річковий транспорт (1938 р.). У 1923 р. компанія мала 112 філій.
У 1924 році Томаш Батя показав свій діловий підхід, розрахувавши, скільки й чого йому потрібно було виробити, склавши узгоджені річні плани, щотижневі плани та щоденні плани. Батя використовував чотири типи заробітної платні — фіксовану систему, ставку на основі індивідуального замовлення, загальну ставку заробітної плати та доплату за відсотки з прибутку. Він також встановив, те що стало називатися ціною Баті: числа закінчувалися дев'яткою, а не цілим числом. Його бізнес різко почав зростати. Незабаром Батя став четвертим серед найбагатших людей Чехословаччини. З 1926 по 1928 рік бізнес розцвів, коли продуктивність зросла на 75 відсотків, а кількість працівників зросла на 35 відсотків. У 1927 році були встановлені виробничі лінії, а в компанії була власна лікарня. До кінця 1928 року головна фабрика компанії складалася з 30 будівель. Потім підприємство створило освітні організації, такі як Професійне училище Баті; був запроваджений п'ятиденний робочий тиждень. У 1930 році він створив приголомшливий музей взуття, який показує виробництво взуття з найдавніших часів до сучасності в усьому світі. До 1931 року в Німеччині, Англії, Нідерландах, Польщі та інших країнах були створені заводи фірми. 
У 1932 році, у віці 56 років, Томаш Батя помер в результаті авіакатастрофи під час зльоту в поганих погодних умовах в аеропорту Зліна. Контроль над компанією перейшов його зведеному братові Яну, а пізніше його синові Томашеві Яну Баті, які продовжували вести компанію протягом більшої частини двадцятого століття, керуючись моральним заповітом брата і батька: компанія Bata Shoe повинна була трактуватися не як джерело приватного багатства, а як довіра суспільства, засіб підвищення рівня життя в межах громади та надання клієнтам гідного продукту за їхні гроші. Син намагався у всьому дотримуватись підприємницьких, соціальних та гуманітарних ідеалів свого батька. 
Компанія «Батя», очевидно, була першим великим підприємством, яке систематично використовувало літаки для цілей компанії, включаючи швидке перевезення персоналу на роботу, як доставка команд технічного обслуговування та запасних частин до місця, де це необхідно, запровадивши у практику використання комерційних польотів.

### Ян Антонін Батя
На момент смерті Томаша, в компанії «Батя» працювало 16 560 осіб, 11645 магазинів та 25 виробничих підприємств. Ян Батя, дотримуючись планів, встановлених Томашем Баті до його смерті, розширив компанію у понад шість разів за розміром у всій Чехословаччині та у світі. Філіали фірми в Британії, Нідерландах, Югославії, Бразилії, Кенії, Канаді та США існували протягом десятиліть. В Індії була заснована фабрика з поселенням Батанагарі поблизу Калькутти, де в кінці 1930-х рр. нараховувалося майже 7500 працівників. Модель Баті підлаштовувалась до місцевих умов, створюючи, наприклад, їдальні для вегетаріанців в Індії. В обмін, вимоги до робітників були такими ж сильними, як у Європі: «Будьте сміливі. Найкращі в світі не є для нас достатніми. Лояльність дає нам процвітання та щастя, робота є моральною необхідністю!» Батя Індія була зареєстрована як компанія Bata Shoe Company Pvt. Ltd в 1993 році і пізніше стала Bata India Ltd. у 1973 році. Завод «Батанагар» був першим індійським виробником взуття, який вийшов на ринок США, отримавши сертифікацію ISO 9001 у 1993 році.
Станом на 1934 р. фірма володіла 300 магазинами в Північній Амерці (після Другої світової війни більшість з цих магазинів були ребрендиновані торговою маркою «Barrett Shoes»), тисяча в Азії, більше 4 000 в Європі. У 1938 році в групі працювало понад 65 000 людей по всьому світу, у тому числі 36 % поза Чехословаччиною, а також частки у виробництві шкіри, сільському господарстві, видавництві газет, залізничному та авіаційному транспорті, текстильному виробництві, вугільній промисловості та авіації.

### Друга світова війна
Незадовго до німецької окупації Чехословаччини Батя допоміг розіслати своїх єврейських працівників, яким загрожувала небезпека, у філії своєї фірми по всьому світу. Німеччина окупувала всю тодішню Чехословаччину 15 березня 1939 року; Ян Антонін Батя провів короткий час у в'язниці, але потім зміг покинути країну зі своєю сім'єю. Ян Антонін Батя залишився в Америці з 1939—1940 роках, але коли США вступили у війну, він вважав, що буде безпечнішим для його співробітників та їх сімей в окупованій Чехословаччині, якщо він вийде зі США. Він був занесений у британські та американські санкційні списки через ведення бізнесу з державами Осі, і в 1941 році емігрував до Бразилії. Після закінчення війни чехословацька влада затаврувала Батю як зрадника, заявивши, що він не хотів підтримати антинацистський опір. У 1947 р. Яна Антоніна Батю було засуджено заочно до 15 років в'язниці. Чехословацькі активи компанії також були націоналізовані державою — за кілька місяців до приходу комуністів до влади. Він намагався заощадити якомога більше бізнесу, з одного боку підпорядковуючись окупаційним правилам Німеччини, а з другого — фінансово підтримуючи Чехословацький уряд у вигнанні під керівництвом Едварда Бенеша. 
У окупованій Європі фабрика взуття «Батя» була приєднана до концтабору Аушвіц-Біркенау. Перші приклади використання рабської праці в'язнів нацистських концтаборів були запроваджені саме на взуттєвій фабриці Баті. У 1942 році був створений невеликий табір для забезпечення ресурсом працівників колишньої Батіної взуттєвої фабрики, перейменованої на "Schlesische Schuh-Werke Ottmuth, A.G." в Хелмку, де робітниками були ув'язнені євреї.

### Повоєнний період

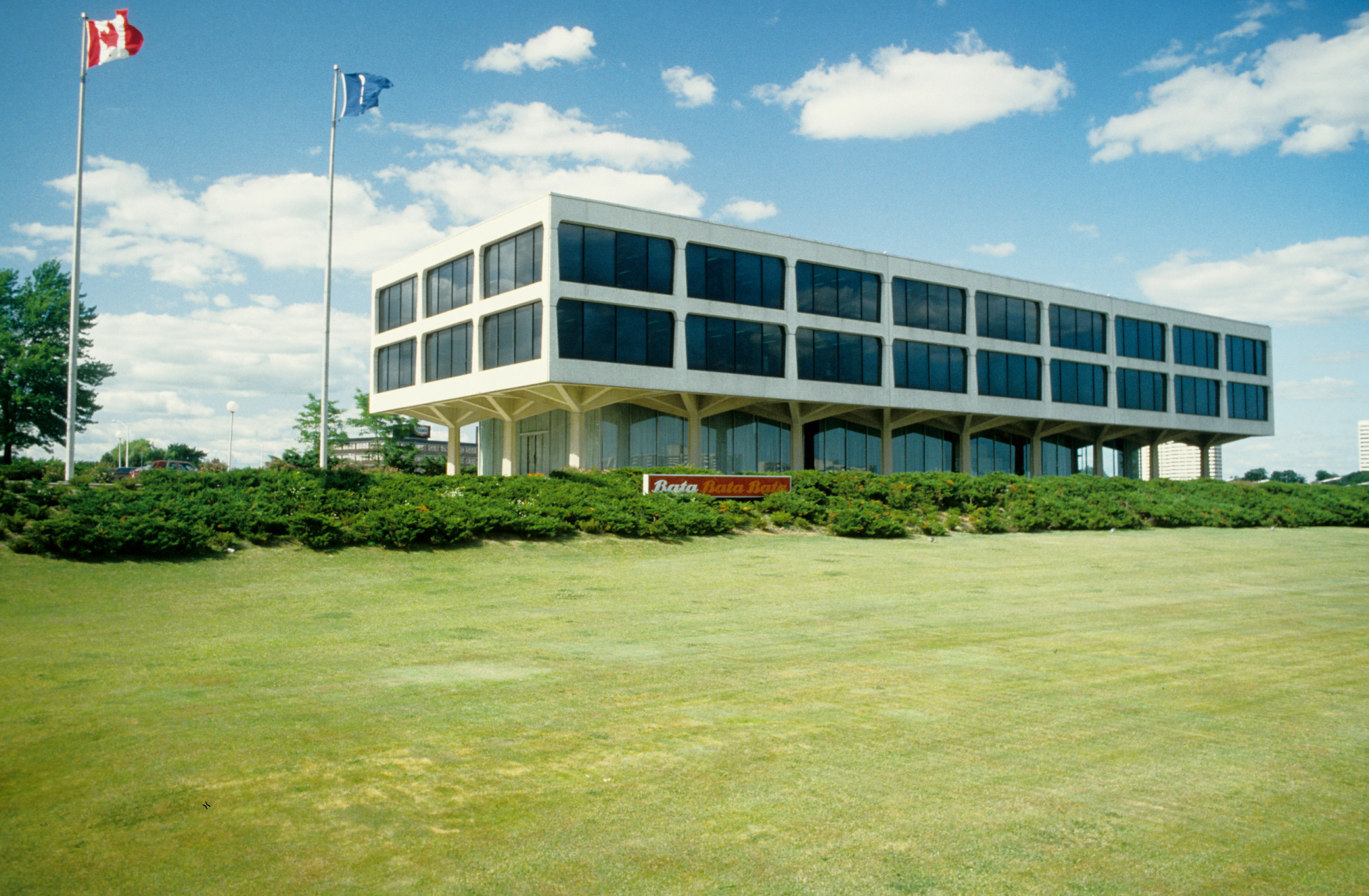
Офісний центр Міжнародної корпорації Bata Shoes (1965-2004) у Торонто

Син Томаша Томаш Ян Батя, менеджер відділу продажів англійської філії компанії «Батя», не міг повернутись до Британії аж до закінчення війни. Його відправив до Канади його дядько Ян на посаду віце-президента імпортно-експортної компанії «Батя» Канади, яка була заснована в осідку компанії — житловому кварталі Батава, заснованому в 1939 році. Іноземні підрозділи були відділені від материнської компанії, а власність фірм у Богемії та Моравії було передано іншому члену сім'ї.
Після Другої світової війни уряди Чехословаччини, Східної Німеччини, Польщі та Югославії конфісковували та націоналізували фабрики «Батя», позбавивши родину Баті їхнїх східноєвропейських активів.
У 1945 було вирішено, що британська гілка компанії, Bata Development Limited, стане головним офісом мережі Bata Shoe Organisation. Тепер уже з позицій Заходу, разом з численними чехословацькими емігрантами, Томаш Ян Батя розпочав відбудовувати бізнес-імперію.
Починаючи зі свого нового осередку, компанія поступово відбудувалася, поширившись на нові ринки в Азії, Близькому Сході, Африці та Латинській Америці. Замість чіткої централізованої структури, властивої оппередній компанії, Bata становила конфедерацію автономних одиниць, які б могли гнучкіше реагувати на потреби відповідних ринків у країнах, що розвиваються.
Між 1946 і 1960 роками було збудовано 25 нових фабрик та відкрито 1700 взуттєвих крамниць. У 1962 р. компанія виробляла і продавала свою продукцію у 79 країнах.
В 1964 Bata перенесла штаб-квартиру до Торонто в Канаді. У 1965 центральний офіс знову перенесено, цим разом до нового офісного центру в Норт-Йорку, районі Торонто, де він пробув до 2004 року.
У 1979 родина Батя заснувала фонд Музею взуття Баті з метою створення міжнародного центру дослідження та зберігання колекцій, збір яких був започаткований Сонею Батею, дружиною Томаша Яна, у 1940-х роках. Їздячи світом разом з чоловіком у його бізнесових справах, вона поступово зібрала колекцію історичного та народного взуття з місцевослей, які вони відвідували. Сьогодні Музей взуття Баті є однією з культурних перлин Торонто.

## Керівництво (хронологічно)
- Baťa (1894–1945)
  - 1931–1932: Томаш Батя, президент
  - 1932–1945: Ян Антонін Батя, президент
- Baťa (1945–1948) , також Svit (від 1949)
  - 1945–1946: невідомо
  - 1946–1949: JUDr. Ivan Holý, менеджер
  - 1949–1952: Jan Pištěk, менеджер
  - 1952–1970: Karel Černoch, менеджер
  - 1970–1973: Jaroslav Hruška, менеджер
  - 1973–1982: RSDr. Ladislav Němec, менеджер
  - 1982–1987: Ing. Josef Kadlec, менеджер
  - 1987–1990: Ing. František Vodák, менеджер
  - 1990–1997: Ing. Vladimír Lukavský, менеджер
  - 1997–2000: Mgr. Vlastimil Valenta, менеджер
  - Управлінська структура, після 2000 непублічна
- Bata Shoe Organization (від 1945)
  - 1945–1984: Томаш Ян Батя, CEO
  - від 1984: Томас Джордж Бата, CEO

## Сучасність

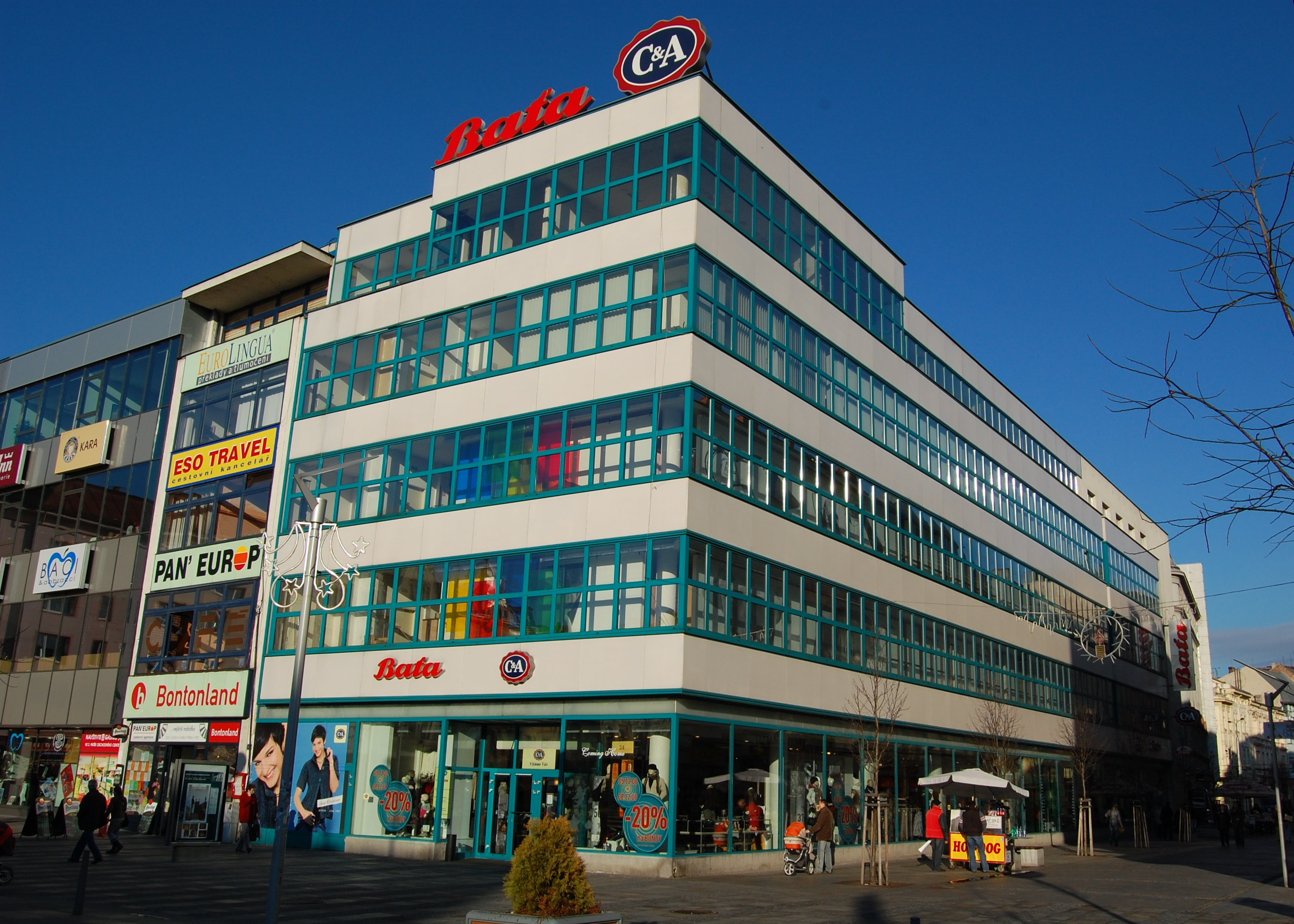
Елемент інфраструктури — будинок фірми Baťa, збудований у 1931 в Остраві

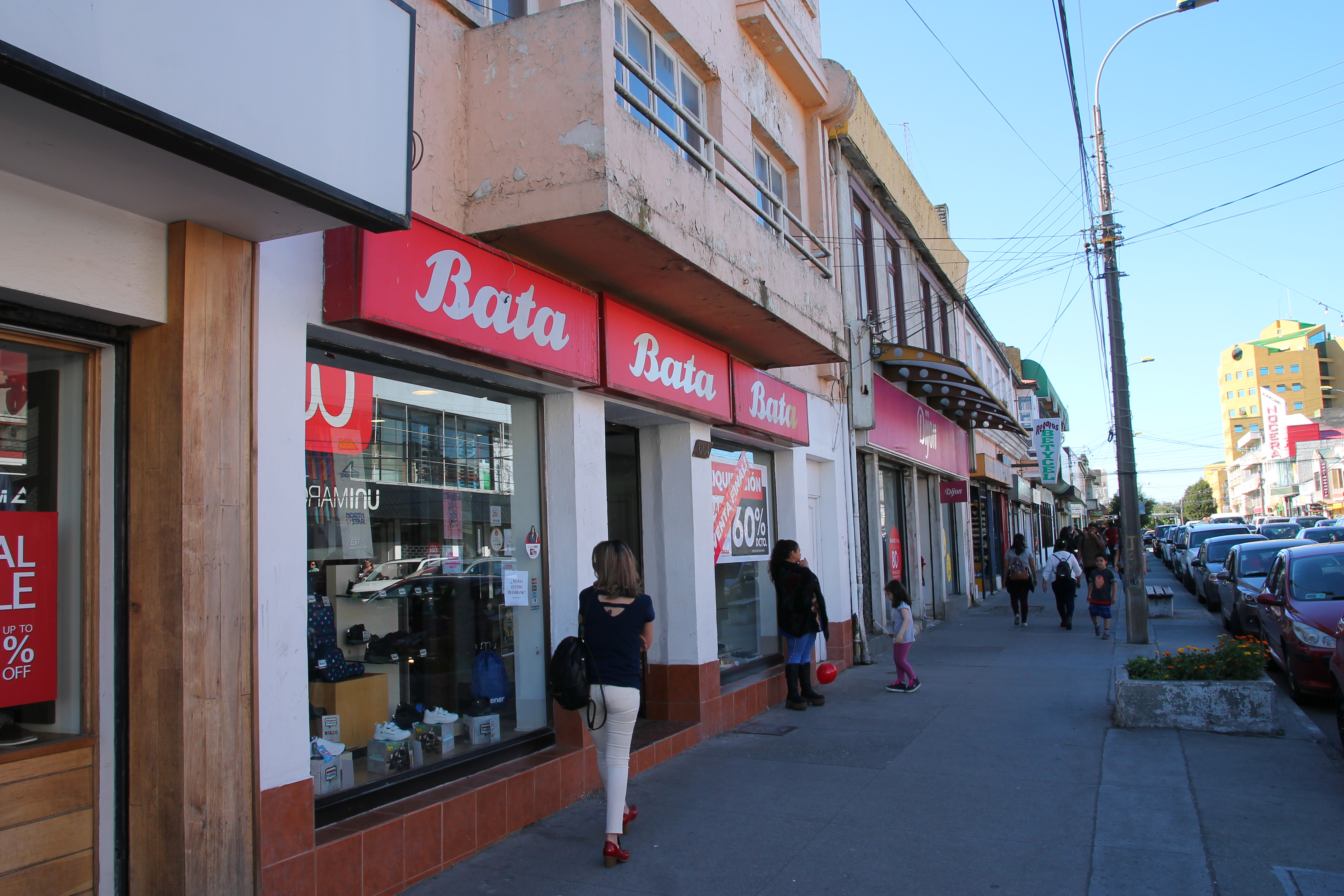
Найпівденніша локація фірми Baťa в чилійському місті Пунта-Аренас

В 1991 р. канадська гілка фірми Baťa знов звернулася до своєї початкової локації у Зліні. У 2000 році Bata Shoe Organization, все ще володіла п'ятдесятьма бізнес-структурами: дев'ятьма дубильнями шкіри, 4 743 взуттєвими магазинами з 49 324 працівниками в 68 країнах. Фірма має чотири окремі представництва: Bata Europe з осередком у Лозанні у Швейцарії, Bata Asia Pacific-Africa з штабом у Сингапурі, Bata Latin America з керівництвом у Мехіко та Bata North America з представництвом у Торонто.